# Torre delle Cannelle (Monte Argentario)
La Torre delle Cannelle è una torre costiera situata a Monte Argentario, in posizione a picco sul mare lungo la sponda sud-occidentale del promontorio dell'Argentario, raggiungibile dalla strada panoramica litoranea.

## Storia
Costruita su progetto dell'architetto Francesco di Giorgio Martini in epoca rinascimentale, più precisamente durante il Quattrocento, la torre sorse come luogo con funzioni di avvistamento e di difesa attiva e passiva lungo il tratto litoraneo meridionale della Repubblica di Siena.
La struttura difensiva costiera fu ulteriormente rafforzata dagli Spagnoli nella seconda metà del Cinquecento, con lo scopo di farla diventare uno dei punti inespugnabile all'interno del sistema difensivo costiero dello Stato dei Presidii, visto il precedente di un'incursione piratesca che ebbe come obiettivo proprio questa torre nel 1514.
La torre svolse le sue funzioni militari, con compiti di difesa e di avvistamento, fino alla fine dell'Ottocento, dopo essere diventata temporaneamente un presidio napoleonico all'inizio dei quel secolo, ed essere successivamente passata al Granducato di Toscana, sotto la cui amministrazione vennero migliorate alcune strutture preesistenti. La decisione della definitiva dismissione avvenne quando oramai era già stata raggiunta l'Unità d'Italia e venne riorganizzato il sistema difensivo lungo la costa del promontorio dell'Argentario. In seguito, la torre venne venduta a privati.

## Descrizione
La Torre delle Cannelle si presenta a pianta esagonale (unica torre costiera toscana con tale planimetria), disposta su tre livelli, poggiante su un possente ed alto basamento a scarpa cordonato.
Le strutture murarie, che in alcuni punti superano lo spessore di 3 metri, si presentano esternamente prevalentemente scialbate. La parte alta presenta un tratto coronato da archetti ciechi e mensole su cui trova appoggio il muro protettivo della terrazza sommitale. Di epoca relativamente recente è il seminterrato che è stato ricavato all'interno dell'edificio turriforme, nello spazio racchiuso dal basamento a scarpa.
La torre è circondata quasi interamente da un ampio fortilizio a pianta poligonale irregolare, delimitato da alte e spesse cortine murarie, sul cui lato che guarda verso terra è presente un edificio annesso che originariamente ospitava gli alloggi della guarnigione. La costruzione del fortilizio, che presenta sul lato rivolto verso terra due vertici basionati, risale agli interventi di rafforzamento effettuati dagli Spagnoli nella seconda metà del Cinquecento; di epoca successiva risulta invece il fabbricato incorporato, la cui esistenza è accertata per la prima volta attorno alla metà dell'Ottocento.